# Аргентинская революция

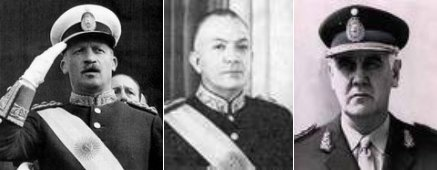
Генералы Хуан Карлос Онганиа, Марсело Левингстон и Алехандро Лануссе, три последовательно сменявших друг друга диктатора «аргентинской революции», де-факто занимавшие пост президента Аргентины.

Аргентинская революция (исп. Revolución Argentina) — официальное наименование переворота в Аргентине, установившего военную диктатуру. В результате переворота был свергнут президент Артуро Ильиа. Переворот произошёл 28 июня 1966 г. В отличие от прежних переворотов, лидеры «аргентинской революции» позиционировали свой режим не как временный («до восстановления порядка»), а напротив, намеревалась установить новую политическую систему, известную позднее как «авторитарное бюрократическое государство».
«Революция» не достигла поставленных целей, в стране сохранялся высокий уровень насилия, а между руководителями «революции» практически сразу возникли трения. В результате друг друга последовательно сменили, в ходе внутренних путчей, три военных диктатора: Хуан Карлос Онганиа (1966—1970), Роберто Марсело Левингстон (1970—1971) и Алехандро Агустин Лануссе (1971—1973). 
Под угрозой народного восстания в 1973 г. диктатура организовала выборы, разрешив участвовать в них перонистам, хотя и запретив выставлять кандидатуру самому Хуану Доминго Перону. Победил на выборах кандидат от перонистов Эктор Х. Кампора с 49,53 % голосов. Через полтора месяца Кампора подал в отставку, чтобы позволить провести новые свободные выборы, на которых Перон победил с 62 % голосов.